# Jorden runt på 72 dagar
Jorden runt på 72 dagar (engelska Around the World in Seventy-Two Days) är en bok skriven av Nellie Bly (pseudonym för Elizabeth Jane Cochrane). Boken är en reseskildring om Blys verkliga resa jorden runt 1889 - 1890 utifrån äventyrsromanen Jorden runt på 80 dagar som gavs ut 1873. Under resans gång fick Bly vetskap om att resan även blivit till en tävling. Nellie Bly klarade resan på 72 dagar blev första person att resa jorden runt på mindre än 80 dagar.

## Bakgrund

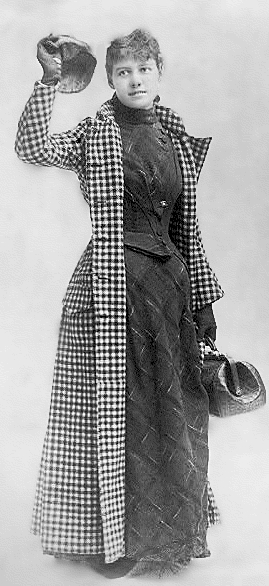
reseklädsel

1873 utkom Jules Vernes fiktiva resa jorden runt Jorden runt på 80 dagar i bokform efter att dessförinnan publicerats 1872 i serieform i tidningen Le Temps i Paris.
1888 förslog Bly sin redaktör på New York-dagstidningen The World där hon jobbade som journalist att genomföra samma resa jorden runt i verkligheten. Förslaget godkändes med kort varsel först den 12 november 1889 och resan inleddes kort senare i november. Under resans gång skickade Nellie regelbundet telegram om resan till sin tidningsredaktion som därefter spreds vidare till en rad tidningar. Resan uppmärksammades nationellt och internationellt särskilt då hon var ensamresande kvinna. The World publicerade artiklar dagligen och anordnade även tävlingen "Nellie Bly Guessing Match" där läsarna fick gissa på hur lång tid Bly skulle behöva för resan. Nästan en miljon tävlingssvar inkom där en Europaresa inklusive fickpengar var förstapriset.
Först senare under resans gång fick Bly information om att resan hade blivit en informell tävling då den konkurrerande tidskriften Cosmopolitan i New York också utsett den kvinnliga journalisten Elizabeth Bisland att genomföra samma resa (dock med en västlig resrutt).

## Resan

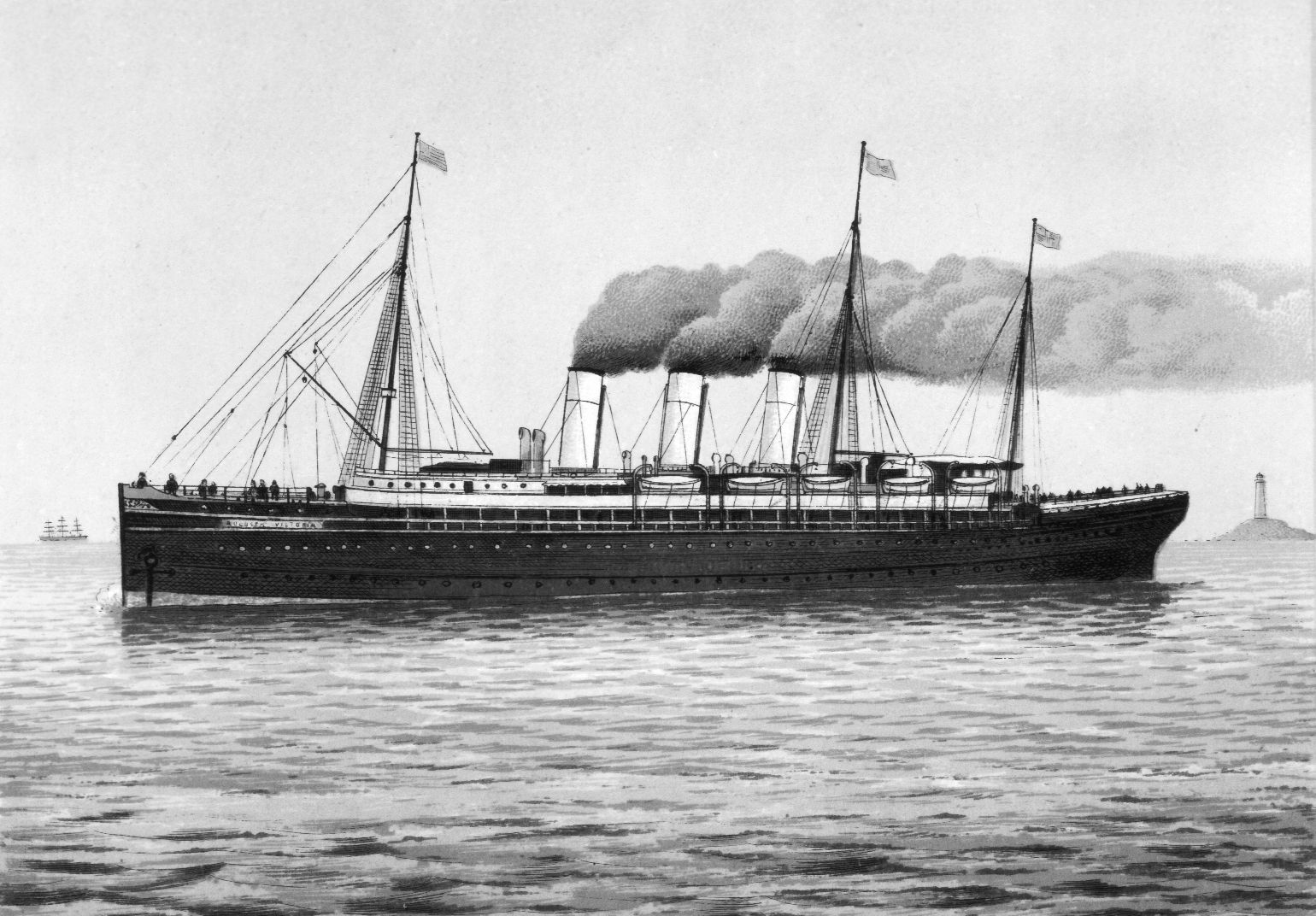
ångfartyget Augusta Victoria

Bly hade planerat för resan sedan längre tid men klartecknet gavs med kort varsel. Packningen i en liten väska blev minimal då det skulle underlätta under resan men förutom enstaka klädesplagg packades även arbetsmaterial till anteckningar. Resan genomfördes i stort helt med kommersiella färdmedel.
- Etapp 1

Resan i östlig riktning startade från New York den 14 november 1889 till Hoboken i New Jersey där Bly steg på Hamburg-Amerika Linjens ångfartyg "Augusta Victoria" med avgång kl 09:40 för resan över Atlanten. Samma dag kl 18:00 startade även Bisland sin resa västerut med en första etapp till Chicago i Illinois.
- Etapp 2

Bly anlände till Southampton i England den 22 november efter en resa på 8 dagar. Där fick hon besked av The Worlds Londonkorrespondent att Jules Verne hade bjudit in henne till sitt hem i Amiens i Frankrike. Bly accepterade inbjudan trots risk för en tidsförlust. Bly reste via London vidare till Folkestone i sydöstra England där hon skulle ta en färja över Engelska kanalen till Boulogne-sur-Mer i norra Frankrike. Sedan reste hon med tåg till Amiens för att hälsa på Jules Verne. Därefter reste hon vidare med tåg till Calais för att där byta till tåglinjen India Mail till Brindisi i Italien, hon anlände i Brindisi den 24 januari.
- Etapp 3

ångfartyget Victoria

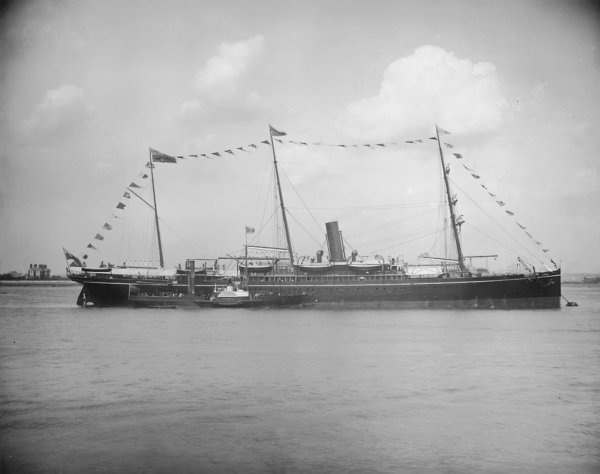
ångfartyget Oriental

Denna etapp startade samma dag från Brindisi med P&Os (Peninsular and Oriental Steamship Line) ångfartyg "Victoria" över Medelhavet till Afrika. Bly anlände i Port Said i Egypten (då del av Brittiska imperiet) den 27 november. Efter ett påfyllningsstopp där fortsatte fartyget sedan vidare via Ismailia genom Suezkanalen och Röda havet till Aden. Efter uppehåll i Aden fortsatte fartyget därefter över Indiska oceanen vidare till Colombo på Ceylonön (nuvarande Sri Lanka) i Asien dit det anlände den 8 december. Bly stannade på Ceylon i fem dagar.
- Etapp 4

Denna etapp inleddes den 11 december när Bly steg ombord på P&Os ångfartyg "Oriental" med destination Penang (i nuvarande Malaysia), efter ett kort stopp där fortsatte färden den 18 december till Singapore och sedan vidare över Sydkinesiska havet till Hongkong dit hon anlände den 25 december. I Hongkong fick hon nu information om Elizabeth Bislands omvända resa samt att denne redan lämnat Hongkong 3 dagar tidigare. Bly blev överraskad och stressad då avresan till Japan skulle dröja ytterligare 3 dagar. Den 28 december avgick O&Os (Oriental and Occidental Steamship Line) ångfartyg "Oceanic" från Hongkong till Yokohama i Japan dit hon anlände den 2 januari 1890, samtidigt fick hon vetskap om att Bisland redan nått Colombo.
- Etapp 5

Efter ett längre uppehåll i Yokohama inleddes denna etapp den 7 januari när "Oceanic" fortsatte vidare till San Francisco i Kalifornien i västra USA. Bly anlände dit den 21 januari två dagar försenad p.g.a av dåligt väder under resan över Stilla havet.
- Etapp 6

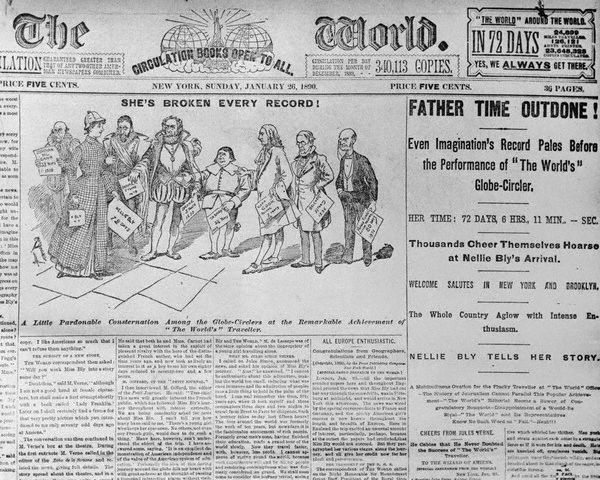
The Worlds förstasida 26 jan 1890

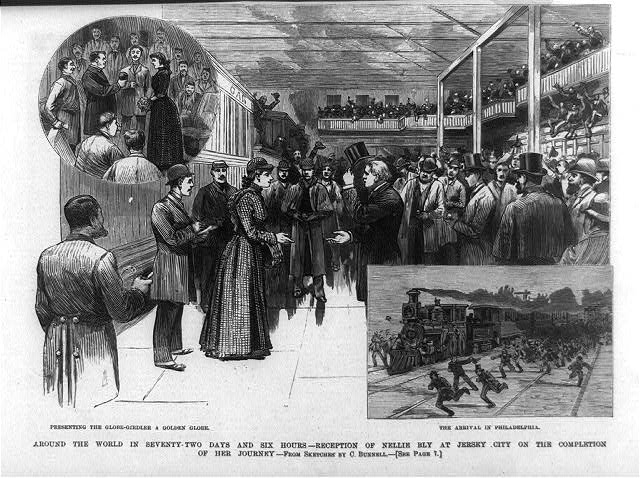
Välkomstmottagning i Jersey City 1890

Denna sista etapp inleddes samma dag Bly anlänt i Nordamerika, med ett särskilt chartrad tåg som The Worlds ägare Joseph Pulitzer hade ordnad till Bly för att hinna tillbaka till New York i tid för denna rekordresa. Tåget "Miss Nellie Bly Special" avgick kl 09:00 från Oakland den 21 januari och ankom till Chicago, Illinois den 23 januari. Tåget satte hastighetsrekord då den klarade den cirka 4 147 km långa stäckan på 69 timmar.
I Chicago bytte Bly till en ordinarie tåglinje (via Logansport, Indiana - Columbus, Ohio och Pittsburgh, Pennsylvania) och anlände till Jersey City kl 15:51 den 25 januari och slutligen New York efter 72 dagar 6 timmar 11 minuter och 14 sekunder. Den totala resesträckan beräknades till cirka 40 070 km (24 898 mi). Samma dag skickade hon ett telegram om ankomsten till Jules Verne.
Bisland försenades av oväder under Atlantkorsningen från Europa och anlände till Manhattan i New York först 4 dagar senare den 30 januari efter 76,5 dagar.

## Eftermäle

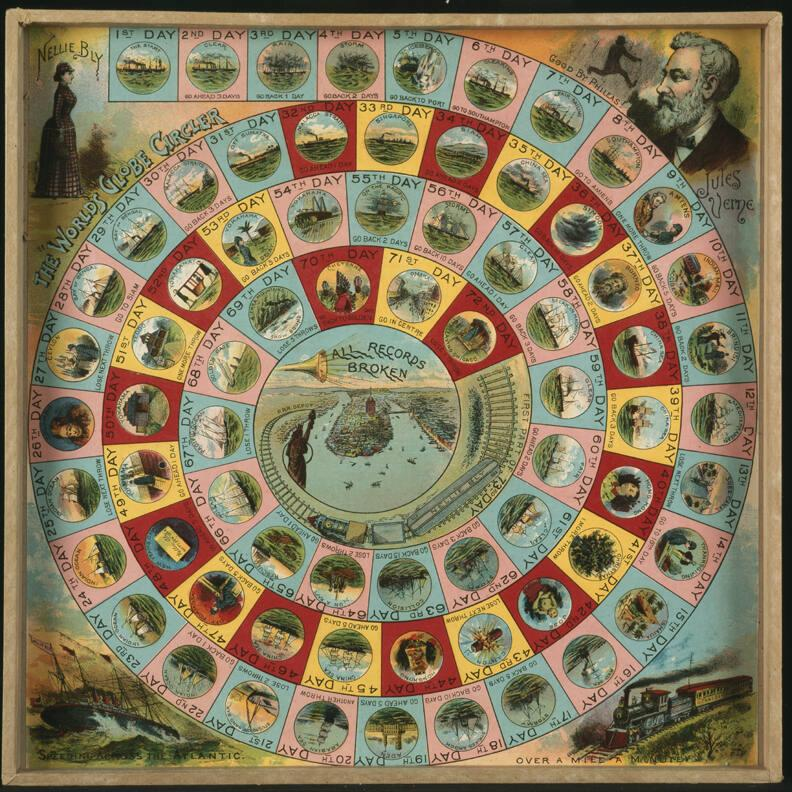
Around the World spelet

Blys resetid satte ett världsrekord för en jorden runt resa och att genomföra resan som ensam kvinna blev en viktig förebild för kvinnors förbättrade ställning i samhället.
Bly publicerade sin reseberättelse först i 4 delar i tidningen The World, senare skrev hon sin bok om resan som publicerades 1890 av förlaget Pictorial Weeklies i New York med titeln Around the World in Seventy-Two Days och senare samma år även i Storbritannien av förlaget Bretano's i London. Senare gjordes även ett sällskapsspel baserad på resan.
Bisland skrev senare också en bok om resan som publicerades 1891 av förlaget Harper & Brothers i New York med titeln A flying trip around the world.
1936 hölls resetävlingen Jorden runt på 20 dagar där också endast kommersiella färdmedel nyttjades.
14 september 2002 utgav United States Postal Service ett minnesfrimärke (U.S. #3665-68, 37 cents) över Bly i serien Women in Journalism (med övriga Ida Tarbell, Marguerite Higgins och Ethel Payne).